# Gare d'Inuyama
La gare d'Inuyama (犬山駅, Inuyama-eki) est une gare ferroviaire de la ville d'Inuyama, dans la préfecture d'Aichi au Japon. Elle est exploitée par la compagnie Meitetsu.

## Situation ferroviaire
Inuyama se trouve au point kilométrique (PK) 24,9 de la ligne Inuyama. Elle marque le début de la ligne Hiromi et la fin de la ligne Komaki.

## Historique
La gare est inaugurée le 8 août 1912.

## Service des voyageurs

### Accueil
La gare dispose d'un bâtiment voyageurs, avec guichets, ouvert tous les jours.

### Desserte
- Ligne Inuyama :
  - voies 1 à 6 : direction Kami-Otai (interconnexion avec la ligne Tsurumai), Meitetsu Nagoya et Aéroport international du Chūbu
  - voies 1, 3, 4 et 5 : direction Shin-Unuma et Meitetsu Gifu
- Ligne Hiromi :
  - voies 3 à 6 : direction Shin Kani et Mitake
- Ligne Komaki :
  - voies 3 à 6 : direction Kamiiida (interconnexion avec la ligne Kamiiida)